# Samiskt arkiv
Samiskt arkiv (finska: Saamelaisarkisto, nordsamiska: Sámi arkiiva) är ett statligt finländskt arkiv i Enare i Finland.
Arkivet grundades 2012 i samarbete mellan Finland och Riksarkivet. Det är en del av det Riksarkivet och sorterar under dess forsknings- och utvecklingscentral. Det förvaltar en hög andel av privata arkiv.
Samearkivet är förlagt till kulturcentrum Sajos.